# السيح (حريب)

تعديل مصدري - تعديل

السيح هي إحدى قرى عزلة شرق السيح بمديرية حريب التابعة لمحافظة مأرب، بلغ تعداد سكانها 512 نسمة حسب تعداد اليمن لعام 2004.